# Per Rundberg
Per Rundberg, född 1971 i Skellefteå, är en konsertpianist som konserterar i hela världen och har gjort åtskilliga radio- och TV-inspelningar, bland annat för SVT och SR.
Han har spelat bland annat i Berliner Philharmonie, Konzerthaus Berlin, Concertgebouw Amsterdam, Konzerthaus, Wien och Musikverein i Wien, Konserthuset och Berwaldhallen i Stockholm, Teatro alla Scala, Milano, Tonhalle Zürich, Filharmonin i Riga och Sala Bulgaria i Sofia. Som solist har Rundberg spelat med till exempel Sveriges Radios symfoniorkester, Hovkapellet, Mozarteum Orchester Salzburg, Morávska Filharmonie, Tjeckien, Umeå Symfoniorkester och Österbottens Kammarorkester, med dirigenter som Roger Norrington, Johannes Kalitzke, Jorma Panula, Tönu Kaljuste, Jin Wang och Niklas Willén. Bland hans kammarmusikpartners märks Dietrich Fischer-Dieskau, Martin Grubinger, Clemens Hagen, Joanna Kamenarska, Alina Pogostkina, Julian Rachlin, Valentin Radutiu, Benjamin Schmid och Jörg Widmann. Tillsammans med Martin Grubinger blev han nominerad 2006 av Musikverein och Konzerthaus i Wien för en omfattande turné till framstående konserthus runt i världen. Rundberg har även spelat vid en rad festivaler.
Per Rundberg har gett ut ett flertal CD-skivor för bland andra Deutsche Grammophon, Hänssler Classics, Oehms Classics, Accent Music och KcClassics och en samproduktion hos Deutschlandradio i Köln med pianomusik från Rom från 1600-talet fram till idag.
Rundberg har uruppfört flera nutida pianoverk, samt samarbetat med framstående kompositörer som Arvo Pärt, Franco Donatoni, Peter Ruzicka, Klaus Ager och Giya Kancheli.

## Studier
Per Rundberg studerade för Björn Ejdemo, professor Gunnar Hallhagen och professor Staffan Scheja innan han som 15-åring antogs vid The Yehudi Menuhin School i Stoke d'Abernon, England, där han fortsatte sina studier för Seta Tanyel. Därefter följde studier vid Mozarteum i Salzburg för professor Karl-Heinz Kämmerling (diplom med högsta utmärkelse 1995) samt vid Kungliga Musikhögskolan i Stockholm, i Paris och Budapest och vidare för Murray Perahia.